# Gelre ziekenhuizen Apeldoorn
Gelre ziekenhuizen Apeldoorn is het ziekenhuis voor de gemeente Apeldoorn en verre omgeving. Er werken ongeveer 2200 mensen; het ziekenhuis is daarmee een van de grootste werkgevers van Apeldoorn. Begin 2009 is de huisartsenpost, die tot dan toe gevestigd was in de locatie Juliana, gevestigd in het ziekenhuis. Het verzorgingsgebied van de huisartsenpost omvat de gemeenten Apeldoorn, Epe, Brummen en Voorst. De huisartsenpost is sinds 2009 gehuisvest in het vernieuwde ziekenhuisgebouw aan de Albert Schweitzerlaan. De locatie Julianaziekenhuis maakte tot 2009 deel uit van Gelre ziekenhuizen Apeldoorn.

## Geschiedenis
Gelre ziekenhuizen Apeldoorn is voortgekomen uit Ziekenhuiscentrum Apeldoorn, dat op haar beurt weer voortkwam uit het Lukas ziekenhuis en het Julianaziekenhuis. Tot mei 2009 waren er nog twee ziekenhuislocaties in Apeldoorn. Op 19 mei van dat jaar werd de geheel vernieuwde locatie Lukas geopend en ging het verder als Gelre ziekenhuizen Apeldoorn. De vestiging Juliana werd in 2013 gesloopt.

### Julianaziekenhuis
Het Julianaziekenhuis is voortgekomen uit de eerste ziekenhuizen in Apeldoorn: het in 1886 opgerichte ziekenhuis aan de Sprengenweg en het Kinderziekenhuis Mary uit 1887.

### Lukas ziekenhuis
Het Lukas ziekenhuis is in 1974 ontstaan uit het rooms-katholieke Sint Liduina Ziekenhuis, opgericht in 1928,
en de Stichting Protestants Christelijk Ziekenhuis.

## Stichting Gelre ziekenhuizen
Tot de Stichting Gelre ziekenhuizen behoort naast het ziekenhuis in Apeldoorn het ziekenhuis van Zutphen. Het ziekenhuis in Apeldoorn is in 2009 gerenoveerd en het ziekenhuis in Zutphen is in 2010 gevestigd in nieuwbouw.
In samenhang met de eerste- en derdelijnsgezondheidszorg vormt de stichting een transmuraal zorgnetwerk in de regio Apeldoorn - Zutphen, waar de twee ziekenhuizen, buitenpoliklinieken in Lochem, Epe en Dieren en een Diagnostisch Centrum in Apeldoorn zich bevinden.
Bij de gehele Stichting Gelre ziekenhuizen werken meer dan 3600 mensen, 180 medisch specialisten en 300 vrijwilligers.

## Opleidingsziekenhuis
Gelre ziekenhuizen heeft in Apeldoorn een topklinisch ziekenhuis. Het werkt samen met het UMC Utrecht op het gebied van onderwijs, zowel voor de basisopleiding als voor de medische vervolgopleidingen. Gelre ziekenhuizen heeft erkenningen voor negentien medische vervolgopleidingen.
Daarnaast kunnen coassistenten er in hun derde jaar alle coschappen lopen in het kader van hun SUMMA-opleiding (Selective Utrecht Medical MAster). Verder beschikt het over erkenningen voor verpleegkundige (vervolg)opleidingen en medisch ondersteunende beroepsopleidingen.